# Vladimír Zoubek
Vladimír Zoubek (Heřmanův Městec, 21 de setembro de 1903 — Praga, 24 de maio de 1995) foi um geólogo tcheco.
Recebeu a Medalha de Ouro Lomonossov de 1973, por suas contribuições à geologia.
O mineral Zoubekite é denominado em sua homenagem.